# Geografia Libanu

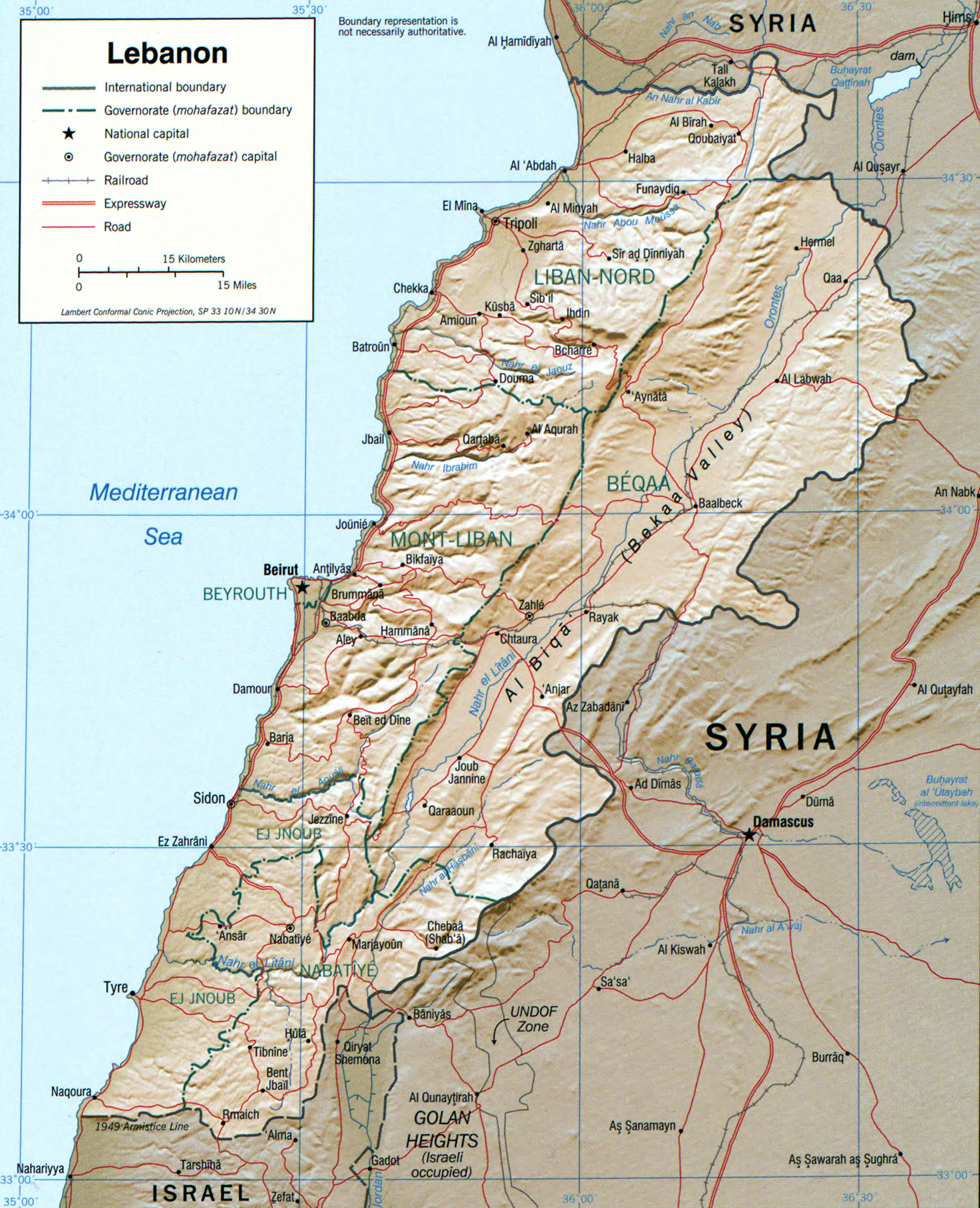
Mapa Libanu

Liban jest jednym z najmniejszych państw Azji, leżącym w jej zachodniej części. W starożytności był ojczyzną Fenicjan, a następnie został opanowany przez Egipcjan, Asyryjczyków, Persów oraz Rzymian. Ostatecznie kraj zajęli Arabowie i obecnie większość wyznawców stanowią muzułmanie. Liban jest w miarę zamożnym krajem o łagodnym, ciepłym klimacie. Jednym z ważnych sektorów gospodarki jest turystyka.

## Powierzchnia, położenie i granice
Powierzchnia – 10 450 km²
Położenie – Liban leży w Azji Południowo-Zachodniej nad Morzem Śródziemnym, na obszarze Bliskiego Wschodu.
Skrajne punkty – północny 34°50′N, południowy 33°00′N, zachodni 35°00′E, wschodni 36°40′E. Kraj o podłużnym kształcie jest długi na mniej więcej 180 km i szeroki na około 50 km.

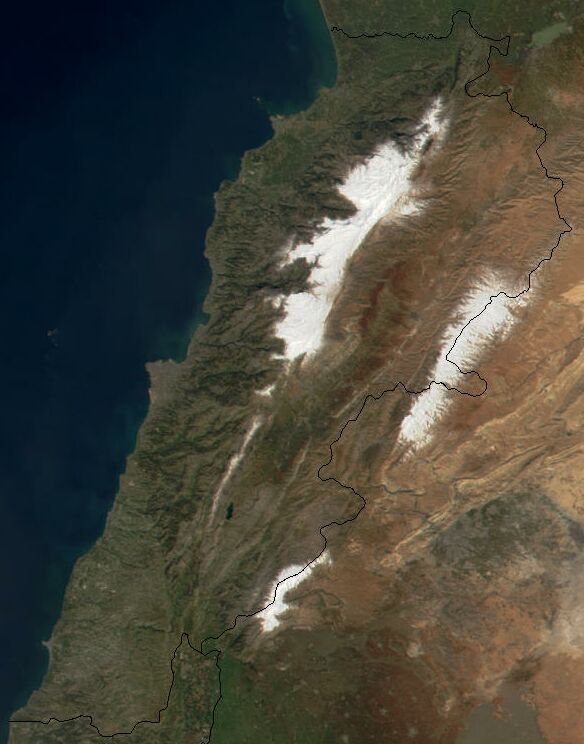
Zdjęcie satelitarne Libanu

Liban graniczy z następującymi państwami:
- Syria – 375 km
- Izrael – 75 km

Linia brzegowa – 225 km

## Budowa geologiczna i rzeźba
Liban jest krajem górzystym, w którego zachodniej części wznoszą się silnie zdyslokowane góry Liban, zbudowane z wapieni. Góry te cechują się licznym występowaniem zjawisk krasowych, a ich najwyższy szczyt – Kurnat as-Sauda (3083 m) – jest najwyższym szczytem kraju. Na wschodzie ciągną się bazaltowe góry Antylibanu, znajduje się tam masyw Dżabal asz-Szajch (Hermon, 2814 m). Pomiędzy tymi południkowo ułożonymi łańcuchami górskimi leży rozległe i głębokie obniżenie. Jest to długa na około 150 km tektoniczna dolina Bekaa, która jest przedłużeniem Rowu Jordanu. Jedyny region nizinny to wąski pas nadmorski ciągnący się na całej długości libańskiej linii brzegowej.
W Libanie często dochodzi do trzęsień ziemi.

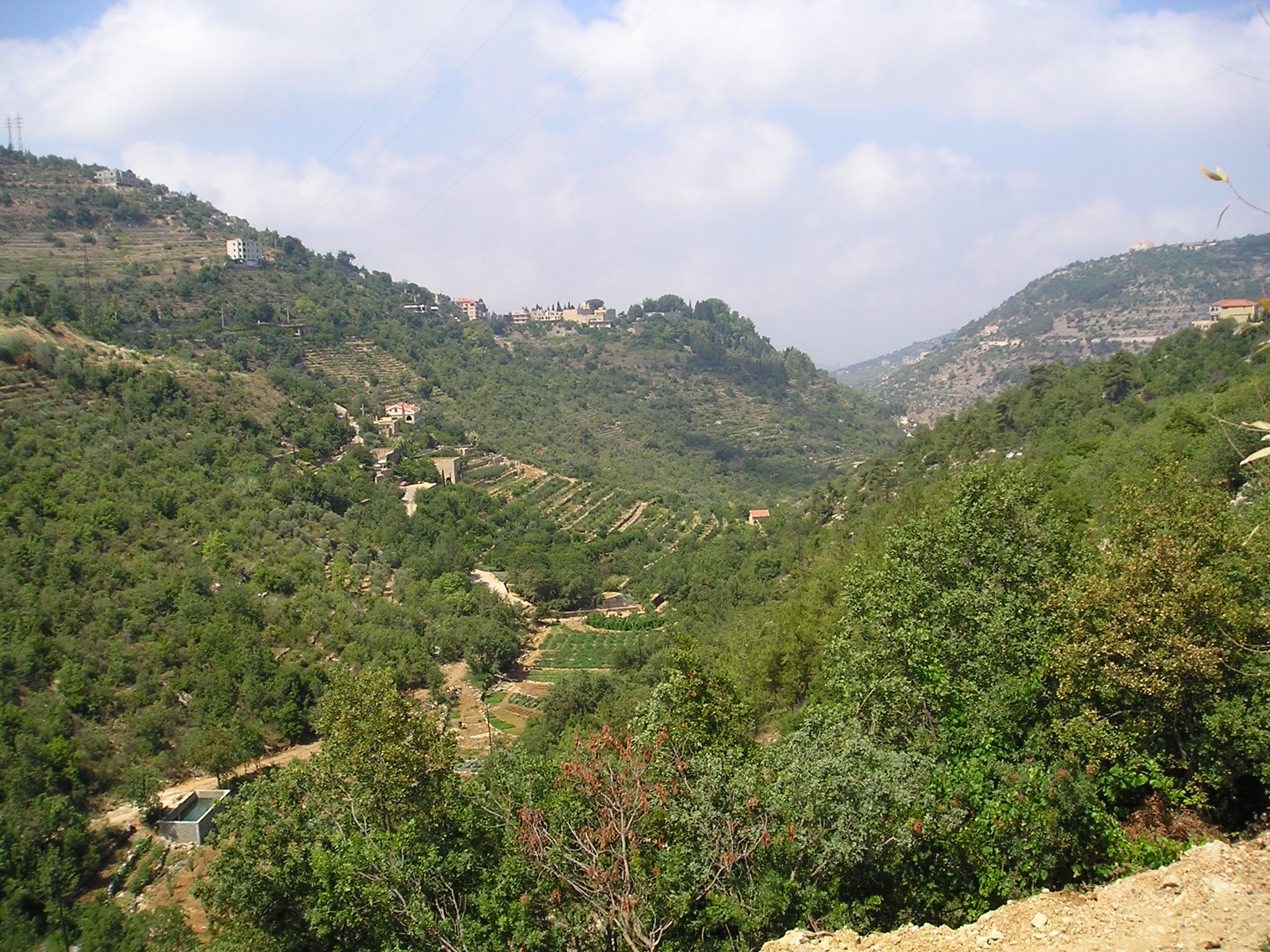
Górzysty krajobraz Libanu

## Klimat
Liban leży w strefie klimatu podzwrotnikowego o jego łagodnej odmianie śródziemnomorskiej. Lata są gorące i na ogół suche, jednak wiosna i jesień są porami łagodnymi, podobnie jak zimy, które tylko w górach bywają surowe. Na terenach górzystych występują wtedy obfite opady śniegu.
Liban jest dosyć wilgotnym krajem z powodu rzeźby terenu. Jedynie obszary nadmorskie i doliny śródgórskie są dość suche i średnie wartości opadowe w ciągu roku osiągają około 400 mm. Na pozostałym obszarze, czyli w górach, ilość opadów wzrasta do 1000 mm.
Temperatury latem są wysokie na terenach niskopołożonych, średnie wartości termiczne wynoszą 28 °C, w górach lato jest łagodne ze średnią temperaturą 22 °C. Zima na terenach niskopołożonych jest łagodna ze średnią temperaturą 13 °C, która w górach obniża się do 6 °C, występują jednak spadki do 0 °C.

## Wody
Liban ma dość gęstą sieć rzeczną co jest bezpośrednio związane z ukształtowaniem terenu i opadami w górach. Główna rzeka kraju to Litani o długości 146 km, która płynie przez dolinę Bekaa. Rzeka w dolnym biegu skręca na zachód i, przepływając przez góry, uchodzi do Morza Śródziemnego. Reszta rzek jest krótka, znaczna ich liczba ma charakter potoków. W północnej części doliny Bekaa bierze początek rzeka Asi, a w masywie Dżabal asz-Szajch – rzeka Jordan. Asi i Hasbani są częściowo rzekami okresowymi. Cieki wodne w Libanie są wykorzystywane dla potrzeb rolnictwa, a Litani ze zbiornikiem wodnym o pojemności 245 mln m³ w celach hydroenergetycznych.

## Gleby
Gleby są na ogół ubogie, co wiąże się nie tylko z obecnością masywów górskich, ale i masowym wyrębem cedrowych lasów, jakie niegdyś porastały Liban. Jedyne żyzne pokrywy glebowe to aluwia w dolinie Bekaa i w rejonie wybrzeża.

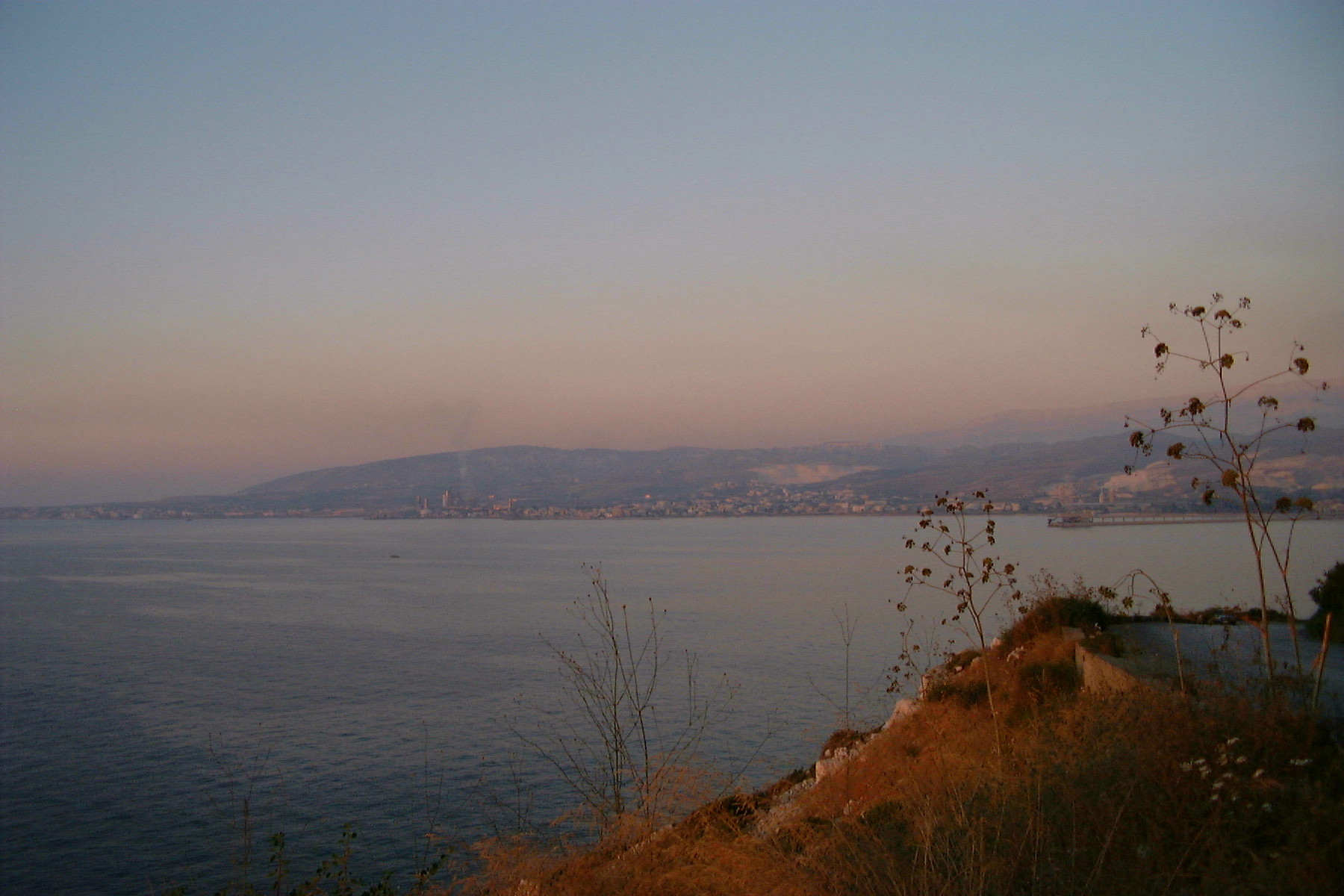
Wybrzeże Morza Śródziemnego

## Flora
Naturalną szatę roślinną stanowią śródziemnomorskie lasy, z sosnami i słynnymi na całym świecie lasami cedrowymi, o których wspomina Stary Testament. W jednej z ksiąg jest opis budowy świątyni jerozolimskiej, do której zostały użyte libańskie cedry. Dziś lasy zajmują jedynie 8% powierzchni kraju, a cedry można spotkać jedynie w rezerwacie Cedry Libanu leżącym na północy kraju. Poza terenami leśnymi Liban jest zajęty przez roślinność krzaczastą i zarośla typu makii. Na wybrzeżu rosną palmy, zaś w kotlinach górskich – roślinność stepowa. Wyższe piętra górskie są porośnięte drzewiastymi jałowcami.

## Fauna
Świat zwierząt jest ubogi i należy do Regionu Śródziemnomorskiego z dużym udziałem ssaków europejskich, jak daniel, dzik, sarna i żbik. Faunę afrykańską reprezentują góralki abisyńskie i szakale złociste. Do ptaków pospolitych należą kuraki i drapieżne, na wybrzeżu zaś ptactwo morskie. Liban jest sezonowo odwiedzany przez różne gatunki ptaków migrujących na północ i z powrotem do Afryki, np. bociany.